# Kvarntjärnen (Anundsjö socken, Ångermanland, 708539-160983)
Kvarntjärnen är en sjö i Örnsköldsviks kommun i Ångermanland och ingår i Gideälvens huvudavrinningsområde.